# Viktor Bopp
Viktor Bopp (* 31. Oktober 1989 in Kiew) ist ein ehemaliger deutscher Fußballspieler, der zuletzt von April bis Juni 2016 für den Landesligisten Türkgücü München in der Staffel Südost spielte.

## Karriere

### Vereine
Bopp begann seine Karriere beim SV Amtzell, bevor er 1997 in die Nachwuchsabteilung des FC Bayern München wechselte. Dort spielte er für deren zweite Mannschaft in der Saison 2008/09 in der 3. Liga. Sein Debüt gab Bopp am 15. November 2008 (15. Spieltag) beim 1:0-Sieg im Heimspiel gegen Rot-Weiß Erfurt, als er in der 87. Minute für Deniz Yılmaz eingewechselt wurde. Sein erstes von drei Toren erzielte er am 26. April 2009 (33. Spieltag) bei der 2:3-Niederlage im Heimspiel gegen den FC Erzgebirge Aue.
Im „Ablösespiel“ von Lukas Podolski beim 1. FC Köln lief Bopp noch als U-19-Spieler u. a. neben Stefano Celozzi erstmals für die Profis auf, mit denen er auch einen Teil der Vorbereitung auf die Saison 2007/08 absolvierte. Viktor Bopp gilt als Offensiv-Allrounder, wird jedoch meist im Mittelfeld eingesetzt. Eine Stärke in seinem Spiel ist seine Beidfüßigkeit, was ihn noch flexibler macht und ihm so Einsätze auf jeder Seite im Mittelfeld ermöglicht.
Von 2009/10 bis 2010/11 spielte er für die zweite Mannschaft von Hannover 96 in der Regionalliga Nord. Am 12. August 2011 wechselte Bopp zum belgischen Zweitligisten Sporting Charleroi und debütierte für diesen am 3. September 2011 (3. Spieltag) beim 2:2-Unentschieden im Heimspiel gegen den KV Ostende. Von seinen sechs Einsätzen – den letzten am 20. April 2012 (33. Spieltag) beim 1:0-Sieg im Auswärtsspiel gegen den F.C.V. Dender E.H. – stand er dreimal in der Startformation; sein Ligadebüt eingeschlossen. Am Ende der Saison wurde er mit dem Verein Meister der EXQI-League mit sechs Punkten Vorsprung auf KAS Eupen und stieg mit ihm in die Jupiler Pro League auf. Beim 2:1-Sieg im Auswärtsspiel gegen KAA Gent am 22. Dezember 2012 (21. Spieltag) gelang ihm mit dem Treffer in der 78. Minute nicht nur sein erstes Tor für Sporting Charleroi, sondern auch zugleich der Siegtreffer. Mit Ablauf der Saison 2012/13 hielt der Verein als Tabellenelfter die Spielklasse, nicht aber den Spieler Bopp; seine Vertragslaufzeit wurde nicht verlängert.
Nach längerer Zeit ohne Verein unterzeichnete er am 18. Januar 2014 einen Vertrag beim Drittligisten Wacker Burghausen, für den er am 1. Februar 2014 (23. Spieltag) beim 1:1-Unentschieden im Heimspiel gegen Rot-Weiß Erfurt debütierte und am 8. März 2014 (28. Spieltag) bei der 1:2-Niederlage gegen den VfL Osnabrück mit dem Anschlusstreffer in der 67. Minute sein erstes Ligator erzielte. Für seinen letzten Verein Türkgücü München bestritt er von April bis Juni 2016 sieben Punktspiele, in denen er ein Tor erzielte; danach beendete er seine Fußballerkarriere.

### Nationalmannschaft
Bopp spielte viermal für die U-18-Nationalmannschaft; erstmals am 14. November 2006 in Kusadasi beim 2:1-Sieg über die Auswahl der Türkei, letztmals am 16. Mai 2007 in Lauchringen beim 2:0-Sieg über die Auswahl Rumäniens. Für die U-19-Nationalmannschaft spielte er einzig am 21. Januar 2008 in Doha (Katar) beim torlosen Unentschieden gegen die Auswahl Polens.

## Erfolge
- Finalist A-Junioren-Meisterschaft 2007 (mit dem FC Bayern München)

## Sonstiges
Bopp's Vater ist deutscher Abstammung, die Mutter ist Ukrainerin. Neben der deutschen Staatsangehörigkeit besitzt er die ukrainische; entschied sich jedoch für die deutschen Nachwuchsnationalmannschaften zu spielen. Bopps sechs Jahre älterer Bruder Eugen beendete ebenfalls im Jahr 2016 seine Fußballerkarriere, nachdem er  zuletzt für den FC Basford United, einem Vorortverein von Nottingham, aktiv gewesen ist.